# 투바은색밭쥐
투바은색밭쥐(Alticola tuvinicus)는 비단털쥐과에 속하는 설치류의 일종이다. 몽골과 러시아에서 발견된다.